# Coupland (Texas)
Coupland város az Amerikai Egyesült Államok Texas államában, Williamson megyében. Lakosainak száma 289 fő (2020. április 1.).

## Népesség
A település népességének változása:

| 2020 | 289 |